# Noam Okun
Noam Okun (נעם אוקון; Haifa, 16 aprile 1978) è un ex tennista israeliano.

## Carriera
Ottenne il suo best ranking in singolare il 22 aprile 2002 con la 95ª posizione, mentre nel doppio divenne il 6 luglio 2009, il 162º del ranking ATP.
Nel 2002 e nel 2006, sempre passando per il torneo di qualificazione, raggiunse il secondo turno degli US Open, miglior risultato ottenuto nei tornei del grande slam. Ottenne, inoltre, nel circuito ATP Challenger Series, cinque successi in singolare e nove in doppio.
Fece parte dal 1999 al 2013 della squadra israeliana di Coppa Davis in diciannove occasioni, con un bilancio complessivo di diciassette vittorie e sedici sconfitte.

## Statistiche

### Tornei minori

#### Singolare

##### Vittorie (10)
| Legenda tornei minori |
| Challenger (5)        |
| Futures (5)           |

| Numero | Data             | Torneo                                                  | Superficie  | Avversario in finale  | Punteggio     |
| 1.     | 7 giugno 1999    | Krakow Open, Cracovia                                   | Terra rossa | Bartolomiej Dabrowski | 6-1, 7-6      |
| 2.     | 7 maggio 2001    | Jerusalem Challenger, Gerusalemme                       | Cemento     | Michaël Llodra        | 6-4, 6-1      |
| 3.     | 25 giugno 2001   | Andorra Challenger, Andorra                             | Cemento     | Christian Vinck       | 6-2, 6-4      |
| 4.     | 5 novembre 2001  | Tyler Challenger, Tyler                                 | Cemento     | Vince Spadea          | 7-5, 6-2      |
| 5.     | 9 agosto 2004    | Levene Gouldin & Thompson Tennis Challenger, Binghamton | Cemento     | Danai Udomchoke       | 6-3, 4-6, 6-1 |
| 6.     | 2 luglio 2007    | Nielsen USTA Pro Tennis Championship, Winnetka          | Cemento     | Kevin Anderson        | 6-4, 6-3      |
| 7.     | 26 gennaio 2009  | Isrotel Futures, Eilat                                  | Cemento     | Harel Levy            | 6-4, 6-4      |
| 8.     | 24 agosto 2009   | Joyce Eisenberg Ramat HaSharon, Ramat HaSharon          | Cemento     | Mikal Statham         | 6-2, 6-1      |
| 9.     | 31 agosto 2009   | Joyce Eisenberg Ramat HaSharon, Ramat HaSharon          | Cemento     | Miloslav Mečíř, Jr.   | 6-3, 6-2      |
| 10.    | 7 settembre 2009 | Joyce Eisenberg Ramat HaSharon, Ramat HaSharon          | Cemento     | Marcus Daniell        | 7–6(4), 6-2   |

#### Doppio

##### Vittorie (11)
| Legenda tornei minori |
| Challenger (9)        |
| Futures (2)           |

| Numero | Data              | Torneo                                       | Superficie    | Compagno        | Avversari in finale                 | Punteggio        |
| 1.     | 29 dicembre 1997  | India New Delhi Futures, Nuova Delhi         | Cemento       | Jonathan Erlich | Jamie Delgado Lior Mor              | 6-7, 7-6, 7-6    |
| 2.     | 21 dicembre 1998  | Ahmedabad Challenger, Ahmedabad              | Cemento       | Nir Welgreen    | Noam Behr Eyal Ran                  | 3-6, 6-0, 6-4    |
| 3.     | 13 settembre 1999 | Budapest Challenger, Budapest                | Terra rossa   | Harel Levy      | Daniel Fiala Leoš Friedl            | 6-4, 4-6, 6-2    |
| 4.     | 1º gennaio 2001   | Aberto de São Paulo, San Paolo               | Cemento       | André Sá        | Cédric Kauffmann Flávio Saretta     | 6-4, 1-6, 6-4    |
| 5.     | 5 marzo 2001      | All Japan Indoor Tennis Championships, Kyoto | Sintetico (i) | Noam Behr       | Kelly Gullett Brandon Hawk          | 6-3, 7-5         |
| 6.     | 19 marzo 2001     | Hamilton Challenger, Hamilton                | Cemento       | Noam Behr       | Tuomas Ketola Filippo Messori       | 7–6(4), 6-4      |
| 7.     | 30 giugno 2003    | Open Diputación, Cordova                     | Cemento       | Brandon Coupe   | Juan Ignacio Carrasco Albert Portas | 6-4, 1-6, 6-4    |
| 8.     | 31 maggio 2004    | Tallahassee Tennis Challenger, Tallahassee   | Cemento       | Matias Boeker   | Mark Hlavaty Brad Weston            | 6(3)–7, 6-3, 6-4 |
| 9.     | 5 settembre 2005  | Istanbul Challenger, Istanbul                | Cemento       | Harel Levy      | David Škoch Martin Štěpánek         | 6-4, 7-5         |
| 10.    | 14 luglio 2008    | Comerica Bank Challenger, Aptos              | Cemento       | Amir Weintraub  | Todd Widom Michael Yani             | 6-2, 6-1         |
| 11.    | 26 gennaio 2009   | Isrotel Futures, Eilat                       | Cemento       | Harel Levy      | Tim van Terheijden Jürgen Zopp      | 6-3, 6-0         |